# Rory Markas
Rory Markas, né le 20 décembre 1955 à Chatsworth (Californie) et mort le 4 janvier 2010 à Palmdale (Californie), était un commentateur sportif américain.
Rory Markas allait entrer dans sa 9e année en tant que commentateur pour les Angels de Los Angeles et était dans sa 12e année pour l'équipe de basket masculine de l'University of Southern California. Il travaillait aussi en tant que reporter pour la chaîne californienne KTTV.
Markas avait aussi travaillé pour les chaines locales KNX-AM et KCBS-TV, commenté des matchs des Clippers de Los Angeles, des Brewers de Milwaukee, et pour la chaine câblée Fox Sports Net West.
Fin 2008, Markas a subi une grave opération pour enlever un caillot de sang situé dans son cerveau. Sa convalescence a duré un peu plus de 6 semaines. Malgré cela, il a commenté toute la saison 2009 de MLB des Angels.
Le 4 janvier 2010, un peu avant minuit, heure locale, Rory Markas décède apparemment d'une attaque cardiaque. Sa mort est annoncée par le club de baseball et la chaine KTTV le matin même vers 8h00.
Beaucoup de fans se souviendront de sa célèbre phrase à chaque victoire des Angels Just another Halo victory! et aussi de la dernière action de la victoire des Angels d'Anaheim lors de la Série mondiale 2002.